# Cosmas Damian Asam

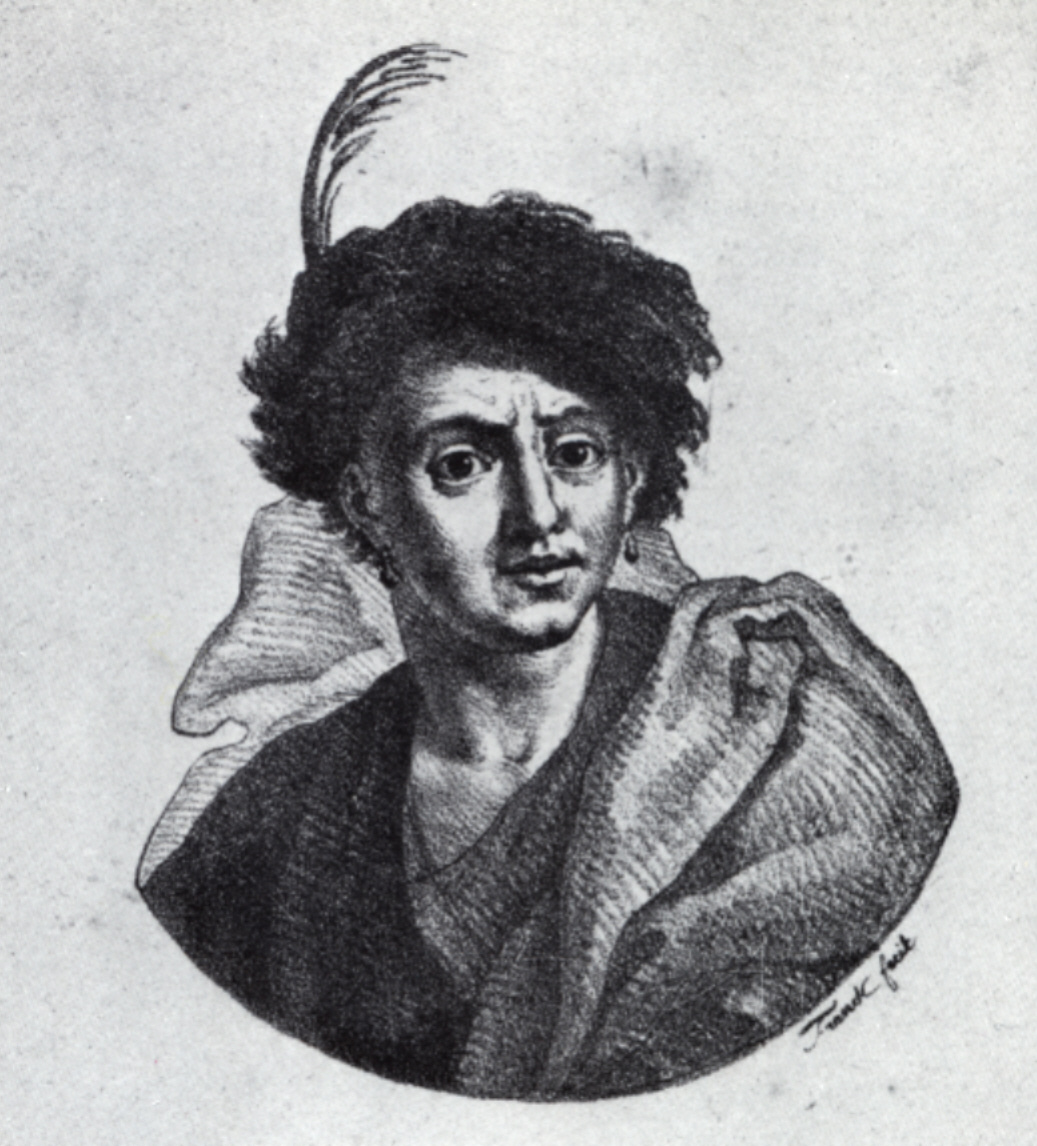
Cosmas Damian Asam.

Cosmas Damian Asam, född 28 september 1686 i Benediktbeuern, död 10 maj 1739 i München, var en tysk barockarkitekt och dekoratör. Han var bror till Egid Quirin Asam. De byggde Asamkirche som en egenkyrka i München.